# Orthocladiinae
Orthocladiinae (лат.) — подсемейство двукрылых семейства комаров-звонцов.

## Описание
Окраска обычно бурая или чёрная, но встречаются комары окрашенные в белый жёлтый или зелёный цвет. Основные членики усиков без щетинок. Жгутик усика состоит из 13 сегментов. Глаза голые, редко в коротких или длинных волосках. Щупики 5-сегментные, но у ряда видов число члеников может уменьшатся до двух (Clunio, Tethymyia). У рода Rhinocladius имеются хорошо развитые ротовые части. Среднеспинка выпуклая. Щиток с одним или двумя поперечными рядами щетинок. У большинства видов крылья прозрачные, но иногда они имеют бурую или чёрную пигментацию (например род Chasmatonotus). Жилкование крыла сильно варьирует в пределах подсемейства. Медиокубитальная жилка отсутствует. У двух родов Eretmoptera и Tethymyia жужжальца редуцированы. Голени тёмные часто с бледными кольцами. Пульвиллы на лапках отсутствуют, эмподий разветвлённый, коготки на концах грубенчатые или заострённые. Тергиты брюшка покрыты щетинками, которые могут располагаться разбросано или образовывать правильные ряды.
В составе подсемейства один из самых мелких представителей комаров-звонцов вид Corynoneura scutellata (0,81 мм).

## Экология
Личинки обитают в водоёмах и водотоках различного типа. Некоторые виды развиваются в наземных местообитаниях в переувлажнённой почве.

## Классификация
В мировой фауне на 2017 год насчитывалось 2432 вида, в следующих родах:
- Abiskomyia Edwards, 1937
- † Acutiforcipia Seredszus and Wichard, 2009
- Allocladius Kieffer, 1913
- Acricotopus Kieffer, 1921
- Allometriocnemus Freeman, 1961
- Allotrissocladius Freeman, 1964
- Antillocladius Sæther, 1981
- Anzacladius Cranston, 2009
- Apometriocnemus Sæther, 1985
- Austrobrillia Freeman, 1961
- Austrocladius Freeman, 1961
- Belgica Jacobs, 1900[7]
- Baeoctenus Sæther, 1976
- Botryocladius  Cranston & Edward, 1999
- Brillia Kieffer, 1913
- Bryophaenocladius Thienemann, 1934
- Camptocladius Wulp, 1874
- Cardiocladius Kieffer, 1912
- Chaetocladius Kieffe, 1911
- † Chasmatonotoides Doitteau and Nel, 2007
- Chasmatonotus Loew, 1864
- Clunio Haliday, 1855
- Colosmittia Andersen & Sæther, 1993
- Compterosmittia Sæther, 1981
- Corynoneura Winnertz, 1846
- Corynoneurella Brundin, 1949
- Cricotopus Wulp, 1874
- Gynocladius Mendes, Sæther & Andrade-Morraye, 2005[8]
- Diplocladius Kieffer, 1908
- Diplosmittia Sæther, 1981
- Doloplastus Skuse, 1889
- Doncricotopus Sæther, 1981
- Doithrix Sæther & Sublette, 1983
- Dratnalia Sæther et Halvorsen, 1981
- Echinocladius Cranston, 2000
- Elpiscladius Harrison & Cranston, 2007
- Eretmoptera Kellogg, 1900
- Eukiefferiella Thienemann, 1926
- Eurycnemus Vulp, 1874
- Euryhapsis Oliver, 1981
- Freemaniella Sæther, 1976
- Georthocladius Strenzke, 1941
- Gravatamberus Mendes & Andersen, 2008[9]
- Gynnidocladius Sublette & Wirth, 1980
- Gymnometriocnemus Edwards, 1932
- Halocladius Hirvenoja, 1973
- Hahayusurika Sasa & Suzuki, 1997
- Heleniella Gouin, 1943
- Heterotanytarsus Spärk, 1923
- Heterotrissocladius Spärk, 1923
- Hevelius Sublette & Wirth, 1980
- Hydrobaenus Fries, 1830
- Hydrosmittia Ferrington & Sæther, 2011
- Ichthyocladius Fittkau, 1974[10]
- Irisobrillia Oliver, 1985[11]
- Ionthosmittia Sæther & Andersen, 1995
- Iporangomberus Mendes & Andersen, 2011[12]
- Jururumberus Mendes & Andersen, 2013[13]
- Kaniwhaniwhanus Boothroyd, 1999
- Kiefferophyes Freeman, 1961
- Krenosmittia Thienemann & Krüger, 1939
- Kuschelius Sublette & Wirth, 1980
- † Lebanorthocladius Veltz et al., 2007
- Lerheimia Andersen & Sæther, 1993
- Lipurometriocnemus Saether, 1981
- Litocladius Mendes, Andersen & Sæther, 2004[14]
- Lopescladius Oliveira, 1967
- Limnophyes Eaton, 1875
- Lobosmittia Sæther & Andersen, 1993
- Lyrocladius Mendes & Andersen, 2008[9]
- Maryella Sublette & Wirth, 1980
- Maximberus Andersen & Mendes, 2012[15]
- Mecaorus Sublette & Wirth, 1980
- Mesocricotopus Brundin, 1956
- Mesosmittia Brundin, 1956
- Metriocnemus Wulp, 1874
- Miambera Andersen & Mendes, 2012[16]
- Molleriella Sæther & Ekrem, 1999
- Nakataia Sublette & Wirth, 1980
- Nanocladius Kieffer, 1913
- Naonella Boothroyd, 1994
- Nasuticladius Freeman, 1961
- Nesiocladius Sublette & Wirth, 1980
- Notocladius Harrison, 1997
- Oleia  Andersen & Mendes, 2007[17]
- Oliveiriella Wiedenbrug & Fittkau, 1997[18]
- Onconeura Andersen & Sæther, 2005[10]
- Orthocladius Wulp, 1874
- Paradoxocladius Harrison, 2000
- † Parachasmatonotus Doitteau and Nel, 2007
- Paracladius Hirvenoja, 1973
- Parachaetocladius Wülker, 1959
- Paracricotopus Thienemann & Harnisch, 1932
- Parakiefferiella Thienemann, 1936
- Paralimnophyes Brundin, 1956
- Parametriocnemus Goetghebuer, 1932
- Paraphaenocladius Thienemann, 1924
- Parasmittia Strenzke, 1950
- Paratrichocladius  Santos Abreu, 1918
- Paratrissocladius Zavrel, 1937
- Parorthocladius Thienemann, 1936
- Pebapomberus Mendes & Andersen, 2012[19]
- Phytotelmatocladius Epler, 2010[20]
- Pirara Boothroyd & Cranston, 1995
- Platysmittia Sæther, 1982
- † Ploegia Doitteau and Nel, 2007
- Plhudsonia Sæther, 1982
- Propsilocerus Kieffer, 1923
- Psilometriocnemus Sæther, 1969
- Psectrocladius Kieffer, 1906
- † Pseudochasmatonotus Doitteau and Nel, 2007
- Pseudorthocladius Goetghebuer, 1943
- Pseudosmittia Goetghebuer, 1932
- Pterosis Sublette & Wirth, 1980
- Rheocricotopus Thienemann & Harnisch, 1932
- Rhagosmittia Ferrington & Saether, 2006
- Rhinocladius Edwards, 1931
- Physoneura Ferrington & Sæther, 1995[10]
- Saetheriella Halvorsen, 1982
- Saetherocladius Andersen & Mendes, 2007[17]
- Saetherocryptus Andersen & Mendes, 2007[17]
- Saetherolabis Andersen & Mendes, 2007[17]
- Saetherops Andersen & Mendes, 2007[17]
- Semiocladius Sublette & Wirth, 1980
- Smittia Holmgren, 1869
- † Spinorthocladius Doitteau and Nel, 2007
- Stackelbergina Shilova et Zelentsov, 1978
- Stictocladius Edwards, 1931
- Stilocladius Rossaro, 1979
- Sublettiella Sæther, 1983
- Symbiocladius Thienemann, 1935
- Synorthocladius Thienemann, 1935
- Tavastia Tuiskunen, 1985
- Tempisquitoneura  Epler & de la Rosa, 1995[10]
- Tethymyia Wirth, 1949
- Thalassosmittia Strenzke & Remmert, 1957
- Thienemanniella Kieffer, 1911
- Thienemannia Kieffer, 1909
- Tokunagayusurika Sasa, 1978
- Tokunagaia Sæther, 1973
- Tokyobrillia Kobayashi & Sasa, 1991
- Trissocladius Kieffer, 1908
- Troglocladius Andersen, Baranov & Hagenlund, 2016[21]
- Trondia Ferrington & Saether, 2006
- Tvetenia Kieffer, 1922
- Ubatubaneura Wiedenbrug & Trivinho-Strixino, 2009[10]
- Uirassubrillia Mendes, Andersen & Pinho, 2013[22]
- Unniella Saether, 1982
- Xylotopus Oliver, 1982
- Vivacricotopus Schnell & Sæther, 1988
- Zalutschia Lipina, 1939

## Распространение
Представители подсемейства встречаются во всех зоогеографических областях, включая Антарктическую.

## Палеонтология
Ископаемые представители подсемейства известны янтаря мелового периода в Ливана. Возраст самых древних находок датируется 183 млн лет.